# 나종균
나종균(Mycobacterium lepromatosis)은 방선균의 일종이다. 나균과 함께 나병을 일으키는 병원체이다. 2008년 발견되었다.